# Сапинала, Адриано Абел
Адриано Абел Сапинала (порт. Adriano Abel Sapiñala; 1977, Бие) — ангольский политик, видный деятель УНИТА. В конце 1990-х и начале 2000-х — активный участник гражданской войны в Анголе. После окончания гражданской войны — секретарь УНИТА по вопросам общественной безопасности, секретарь провинциальных организаций в Квандо-Кубанго и Бенгеле. Принадлежит к руководящему кругу партии.

## Происхождение
Родился в семье руководящих активистов повстанческого движения УНИТА. Отец Адриано Сапиналы — Жозе Самуэл Шивале, один из основателей УНИТА и первый командующий повстанческими вооружёнными силами. Мать — Элена Бонгуэла Абел, руководитель женской организации УНИТА.
Через несколько лет после рождения Адриано Абела его отец оказался во временной опале, поскольку был заподозрен в заговоре против лидера УНИТА Жонаша Савимби. Эти подозрения оказались не обоснованы. Однако Адриано Абел был взят под опеку Савимби и помещён в интернат на повстанческой базе, вместе с детьми лидера УНИТА. Впоследствии его приёмным отцом стал офицер УНИТА. Фамилия Сапинала происходит от девичьей фамилии матери.
В 1987—1991 Адриано Абел Сапинала состоял в детской организации УНИТА — Alvorada. Затем был активистом молодёжной организации УНИТА — JURA и студенческой — UREAL. Отличался верностью идеологии движения и личной преданностью Савимби. Выступал в хоре его личной гвардии.
Среднюю школу окончил в Баилундо, где располагался политический центр УНИТА. Обучался на политических курсах УНИТА, которыми руководил Паулу Лукамба Гату. В качестве политического функционера был направлен на север Анголы. Занимал пост заместителя провинциального секретаря УНИТА в Уиже. Затем был переведён руководителем JURA в Бенго, потом в Андуло.

## Повстанческий командир
В 1999 году Адриано Абел Сапинала прошёл военную подготовку в тренировочном лагере УНИТА. Вступил в бригаду повстанческой армии, названную Ben Ben — в честь племянника Жонаша Савимби Арлиндо Пены. Командовал мотострелковой частью, участвовал в боях в Бие. Получил офицерское звание капитана и военный псевдоним Диди.
В начале 2000 года Сапинала был переведён на службу в военную разведку УНИТА. Контролировал районные разведмиссии, осуществлял связь бригадных разведорганов с генеральным штабом вооружённых сил УНИТА.
После гибели Жонаша Савимби 22 февраля 2002 Адриано Абел Сапинала некоторое время скрывался в джунглях вместе с военно-разведывательной группой. Затем легализовался, прибыл в Луанду, демобилизовался и включился в легальную политику.

## Легальный политик

### При Самакуве
С 2002 года Адриано Абел Сапинала занимал различные посты в руководстве легальной партии УНИТА. Занимался политическими и организационно-мобилизационными вопросами. Был также одним из руководителей JURA.
В руководстве легальной УНИТА Сапинала являлся активным сторонником председателя партии Исайаша Самакувы, прямого преемника Савимби. На съезде в 2011 году Сапинала по предложению Самакувы был введён в теневой кабинет УНИТА. В 2013 году Сапинала назначен секретарём партии по общественной безопасности. Состоял в Исполнительном секретариате Постоянного комитета Политической комиссии. Де-факто курировал систему партийной секьюрити. Считался ведущим представителем новой генерации партийных лидеров, на которых Самакува делал политическую ставку.
В 2016 году Адриано Абел Сапинала был назначен секретарём провинциальной организации УНИТА в провинции Квандо-Кубанго. Это назначение было расценено в контексте далеко идущих политических расчётов. При этом отмечалось усиление позиций Сапиналы в партийной иерархии и в окружении Самакувы. На парламентских выборах 2017 был избран депутатом Национальной ассамблеи.

### При Кошта Жуниоре
На XIII съезде УНИТА в ноябре 2019 Адриано Сапинала, как и его отец Жозе Самуэл Шивале, поддержал избрание Адалберту Кошта Жуниора новым председателем партии. Незадолго до того Сапинала был назначен секретарём организации УНИТА в провинции Бенгела.
Обострение политической ситуации в Анголе начала 2020-х годов, жёсткая конфронтация УНИТА с президентом Жуаном Лоренсу, особенно затронуло Бенгелу. В декабре 2021 в центре провинции полиция атаковала демонстрацию УНИТА, один из демонстрантов погиб. В марте полиция задержала участников демонстрации по случаю 56-й годовщины основания УНИТА и предъявила обвинения в подготовке вооружённых беспорядков. Сапинала заявил о ложности обвинений и политических преследованиях оппозиции. В марте 2022 Сапинала высказался в поддержку Кошта Жуниора и обещал вывести тысячи активистов в его поддержку (Конституционный суд аннулировал избрание Кошта Жуниора на основании процедурных нарушений, но съезд УНИТА в декабре 2021 вновь утвердил его).
С февраля 2022 Адриано Абел Сапинала решительно поддержал Украину в конфликте с РФ. Он резко осудил политику Владимира Путина (особо отметив уничтожение самолёта «Мрия») и «нейтральную» двусмысленную позицию Жуана Лоренсу. Публиковал в соцсети посты солидарности с «Владимиром Зеленским — президентом и патриотом». Сапинала стал одним из авторов заявления парламентской фракции УНИТА в поддержку Украины. Сравнивая действия Путина и Лоренсу, он поставил их в один ряд по признаку ставки на политическое насилие.

## Личность и семья
Наблюдатели отмечают в характере Адриано Абела Сапиналы такие черты, как спокойная уверенность и ораторское искусство.
Сапинала женат, имеет четверых детей. Активен в социальных сетях. Увлекается футболом, любит музыку Хулио Иглесиаса.